# Кулембят-3
Кулембят-3 (рос. Кулембят-3) — печера в Башкортостані, Росія. Печера комплексного (горизонтально-вертикального) типу простягання. Загальна протяжність — 447 м. Глибина печери становить 94 м. Категорія складності проходження ходів печери — 1. Печера відноситься до Інзеро-Шишинського підрайону Зилімо-Інзерського району Південної області Західноуральської спелеологічної провінції.